# Монке-бі
Мо́нке-бі (каз. Мөңке би) — село у складі Шалкарського району Актюбінської області Казахстану. Адміністративний центр та єдиний населений пункт Монкебійського сільського округу.
У радянські часи село називалось Каїр.
Населення — 1101 особа (2021; 1172 у 2009, 1166 у 1999, 1065 у 1989).